# Rhinella inopina
Rhinella inopina é uma espécie de anfíbio da família Bufonidae. Endêmica do Brasil, pode ser encontrada nos estados de Goiás, Tocantins e Bahia.